# Didymodon strictorubellus
Didymodon strictorubellus är en bladmossart som beskrevs av Hugh Neville Dixon 1942. Didymodon strictorubellus ingår i släktet lansmossor, och familjen Pottiaceae. Inga underarter finns listade i Catalogue of Life.